# شهرستان جوین
شهرستان جُوِیْن به مرکزیت شهر نقاب یکی از شهرستان‌های غرب استان خراسان رضوی می‌باشد.
وجود کارخانه‌های صنعتی بزرگی مانند کارخانه موتورهای الکتریکی جوین (جمکو)، کارخانه پارس فولاد جوین، کارخانه قند جوین، کارخانه گچ سبزوار، کارخانه خوراک دام جوین و کارگاه‌های بزرگ و کوچک گوناگون در شهرک صنعتی فعال جوین و .. این شهرستان را به قطب صنعتی غرب استان خراسان رضوی تبدیل کرده‌است.
به علاوه این شهرستان یک قطب کشاورزی نیز هست و چغندر قند، گندم و مخصوصاً پسته از تولیدات مهم آن است. دهستان زرین بخش عطاملک شهرستان جوین، قطب تولید پسته غرب استان خراسان رضوی است. عبور راه‌آهن سراسری کشور (تهران - مشهد) و وجود سه ایستگاه راه‌آهن، مخصوصاً ایستگاه راه‌آهن نقاب (ازمهم‌ترین ایستگاه‌های راه‌آهن شمال شرق ایران)، موقعیت ارتباطی مهمی به جوین داده‌است. این شهرستان در سال ۱۳۸۶ از شهرستان سبزوار جدا و مستقل شده‌است.

## موقعیت جغرافیایی
شهرستان جوین، به مرکزیت شهر نقاب یکی از شهرستان‌های غرب استان خراسان رضوی است که مشتمل بر دو بخش مرکزی و عطاملک می‌باشد. این شهرستان با مساحتی در حدود ۱۶۵۶٫۰۵ کیلومتر مربع، و با ارتفاع متوسط ۱٬۱۰۰ متر از سطح دریا، در دامنهٔ شمالی رشته‌کوه جغتای و دامنهٔ جنوبی رشته‌کوه‌های آلاداغ و شاه جهان، و در محدودهٔ تقریبی ۲۵ٰ°۳۶ تا۵۰ٰ°۳۶ عرض شمالی و ۱۲ٰ°۵۷ تا ۵۳ٰ°۵۷ طول شرقی قرار دارد و از شمال با شهرستان اسفراین، از شرق با شهرستان خوشاب، از جنوب با شهرستان سبزوار و شهرستان داورزن و از غرب با شهرستان جغتای، همجوار است.

## تاریخ
جوین یا گویان، از دیدگاه جغرافیای تاریخی: ولایت، سرزمین یا دشت وسیعی که دو شهرستان جغتای و جوین امروزی را شامل می‌شود. در معجم‌البلدان یاقوت حموی مرزهای این ولایت وسیع، از بسطام تا نیشابور بوده و در سمت جنوب، به بیهق؛ و در سمت شمال، به جاجرم می‌رسیده‌است. حیات تاریخی جوین به دورهٔ اشکانیان می‌رسد اعتمادالسلطنه تاریخ بنای گویان را دورهٔ پارتیان (اشکانیان) و بانی آن را گودرز (یکی از پادشاهان سلسلهٔ اشکانی) معرفی نموده‌است. در دورهٔ اسلامی و به ویژه از دورهٔ طاهریان تا اواخر حکومت خوارزمشاهیان یعنی اوایل سدهٔ سوم هجری تا اوایل سدهٔ هفتم هجری، ولایت جوین به مرکزیت آزادوار از ولایت‌های ربع نیشابور خراسان بود. ولایت جوین در دوران استیلای مغولان بر ایران در سدهٔ هفتم هجری، تا پایان حکومت صفویان (اوایل سدهٔ دوازدهم هجری)، به مرکزیت فریومد یکی از ولایات خراسان بزرگ بود. مرکزیت ولایت، در دورهٔ افشاریان، به آق‌قلعه منتقل شد و تا پایان حکومت محمدشاه قاجار مرکز ولایت بود. در زمان حاکمیت سلیمان خان قلیچی (حاکم این منطقه)، مرکز حاکمیت، از آق‌قلعه به قلعهٔ قارضی (جغتای (شهر) کنونی) منتقل گردید دوران مرکزیت قلعهٔ قارضی از اواخر دورهٔ حکومت محمدشاه قاجار تا اوایل حکومت ناصرالدین شاه قاجار (تقریبا میان سال‌های ۱۲۲۰ تا ۱۲۲۸ ه‍.ش) بوده‌است. در همین سال‌ها قدرت خاندان قلیچی تنزل یافت و حاکمیت آنان بر منطقه، خاتمه یافت و براساس تدابیر حکومت مرکزی، منطقهٔ جوین، چند سالی به تابعیت بجنورد درآمد. پس از آن ادارهٔ منطقهٔ جوین به یکی از کاندیداهای والی خراسان واگذار شد و او به خاطر موقعیت و ارتباطی که با سبزوار داشت، ولایت جوین را به قلمرو حاکمیتی سبزوار ضمیمه نمود و تقریباً از حدود سال‌های ۱۲۳۰ شمسی بود که سرزمین جوین، به عنوان یکی از مناطق یا بخش‌های تابعه ولایت سبزوار معرفی شد. در این دوران (اوایل دوره حکومت ناصرالدین شاه قاجار تا سال ۱۳۷۵ ه‍.ش)، جغتای مرکز بخش جوین بود و پنج دهستان نقاب، آزادوار، خسروشیر، کهنه و براکوه؛ دهستان‌های این بخش را تشکیل می‌دادند. در سال ۱۳۷۵، نقاب از دهستان، به بخش ارتقاء یافت و از همان سال به عنوان مرکز بخش جوین دارای بخشداری شد. از این زمان بود که منطقه جوین از نظر تقسیمات کشوری، به دو بخش جدا از یکدیگر تقسیم گردید و تا سال ۱۳۸۶ شمسی، این منطقه در قالب دو بخش جغتای و جوین در تابعیت شهرستان سبزوار بود. و سرانجام طی مصوبهٔ دولت در سال ۱۳۸۶، بخش‌های جوین و جغتای، به دو شهرستان مستقل ارتقاء یافتند. اما گرچه منطقهٔ گویان یا جوین بزرگ از نظر تقسیمات کشوری به دو شهرستان جغتای و جوین، تفکیک شده‌است اما مردم این منطقه دارای اشتراکات تاریخی و فرهنگی در هم تنیده و کهن هستند که یادآور سرزمینی یگانه به نام سرزمین گویان یا ولایت جوین است.

## تقسیمات کشوری
- بخش مرکزی[۹]
  - دهستان بالاجوین
  - دهستان پیراکوه

شهرها: نقاب
- بخش عطاملک[۹]
  - دهستان حکم‌آباد
  - دهستان زرین

شهرها: حکم‌آباد

## جمعیت و فرهنگ
بر پایه سرشماری عمومی نفوس و مسکن در سال۱۴۰۰، جمعیت شهرستان جوین برابر با ۵۶۱۴۵ نفر بوده‌است. از لحاظ زبان و گویش، بیشتر از ۷۰ درصد مردم این منطقه به زبان ترکی خراسانی(افشاری)  با گویش جوینی، ۲۵ درصد زبان فارسی خراسانی با گویش جوینی و ۵ درصد نیز به  زبان کردی خراسانی با گویش کرمانجی صحبت می‌کنند. از بزرگان و نامداران جوین در حوزه زبان و ادبیات فارسی، عرفان و تاریخ، می‌توان به عطاملک جوینی، معین الدین جوینی، عزیزالله جوینی، سعدالدین حمویه جوینی، خواجه نجم الدین کبری، امام الحرمین جوینی و … اشاره کرد.

## اماکن تاریخی، آثار باستانی و جهانگردی
شهرستان جوین، دشتی است که در میان دو رشته کوه قرار گرفته‌است. کوه‌های جغتای در جنوب و شاه جهان در شمال. جوین از موقعیت ویژه‌ای برخوردار است که گذر راه‌آهن سراسری تهران – مشهد از مرکز این شهرستان و ایستگاه راه‌آهن مهم و استراتژیک نقاب، امتیاز ارتباطی ویژه‌ای را برای آن به ارمغان آورده‌است. از مهم‌ترین آثار تاریخی و فرهنگی شهرستان جوین می‌توان به شهر تاریخی آق قلعه، بنای مقبره امامزاده قاسم در کلاته عرب، بقعه متبرکه و تاریخی هفت امامزاده کروژده، آرامگاه سعدالدین حمویه جوینی، آرامگاه خواجه نجم‌الدین کبری و از مهم‌ترین جاذبه‌های طبیعی شهرستان جوین؛ آبشار بید، سد یام و مجموعه گردشگری روستای بیدخور و … می‌باشند.

## 
- پرتال شهرستان جوین
- مدخل «جوین» در دائرةالمعارف بزرگ اسلامی